# Khaled Abdelfattah
Khaled Mohamed Abdelfattah (in arabo خالد محمد عبدالفتاح‎?; 22 gennaio 1999) è un calciatore egiziano, difensore dell'Al-Ahly.

## Caratteristiche tecniche
È un terzino destro.

## Carriera
Muove i suoi primi passi nelle giovanili dello Smouha, che nel 2019 lo aggrega alla prima squadra. Il 4 gennaio 2023 passa in prestito con diritto di riscatto all'Al-Ahly, per sopperire agli infortuni occorsi a Akram Tawfik e Karim Fouad.

## Statistiche

### Presenze e reti nei club
Statistiche aggiornate al 20 giugno 2025.
| Stagione        | Squadra         | Campionato      | Campionato | Campionato | Coppe nazionali | Coppe nazionali | Coppe nazionali | Coppe continentali | Coppe continentali | Coppe continentali | Altre coppe  | Altre coppe | Altre coppe | Totale | Totale |
| Stagione        | Squadra         | Comp            | Pres       | Reti       | Comp            | Pres            | Reti            | Comp               | Pres               | Reti               | Comp         | Pres        | Reti        | Pres   | Reti   |
| --------------- | --------------- | --------------- | ---------- | ---------- | --------------- | --------------- | --------------- | ------------------ | ------------------ | ------------------ | ------------ | ----------- | ----------- | ------ | ------ |
| 2019-2020       | Smouha          | PL              | 8          | 0          | CE              | 0               | 0               | -                  | -                  | -                  | -            | -           | -           | 8      | 0      |
| 2020-2021       | Smouha          | PL              | 1          | 0          | CE              | 1               | 0               | -                  | -                  | -                  | -            | -           | -           | 2      | 0      |
| 2021-2022       | Smouha          | PL              | 28         | 2          | CE              | 2               | 0               | -                  | -                  | -                  | -            | -           | -           | 30     | 2      |
| 2022-gen. 2023  | Smouha          | PL              | 10         | 0          | CE+CdL          | 0+0             | 0               | -                  | -                  | -                  | -            | -           | -           | 10     | 0      |
| Totale Smouha   | Totale Smouha   | Totale Smouha   | 47         | 2          |                 | 3               | 0               |                    | -                  | -                  |              | -           | -           | 50     | 2      |
| gen.-giu. 2023  | Al-Ahly         | PL              | 14         | 0          | CE+CE+CdL       | 2+3+0           | 0               | CCL                | 6                  | 0                  | SE+Cmc       | 1+1         | 0           | 27     | 0      |
| 2023-2024       | Al-Ahly         | PL              | 12         | 0          | CE              | 0               | 0               | AFL+CCL            | 1+1                | 0                  | SE+SA+Cmc    | 1+0+0       | 0           | 15     | 0      |
| 2024-2025       | Al-Ahly         | PL              | 5+1        | 0          | CE+CdL          | 0+1             | 0               | CCL                | 5                  | 0                  | SE+SA+CI+Cmc | 0+0+1+0     | 0           | 13     | 0      |
| Totale Al-Ahly  | Totale Al-Ahly  | Totale Al-Ahly  | 32         | 0          |                 | 6               | 0               |                    | 13                 | 0                  |              | 4           | 0           | 55     | 0      |
| Totale carriera | Totale carriera | Totale carriera | 79         | 2          |                 | 9               | 0               |                    | 13                 | 0                  |              | 4           | 0           | 105    | 2      |

## Palmarès

### Club

#### Competizioni nazionali
- Coppa d'Egitto: 2

Al-Ahly: 2021-2022, 2022-2023
- Supercoppa d'Egitto: 3

Al-Ahly: 2022, 2023, 2024
- Campionato egiziano: 3

Al-Ahly: 2022-2023, 2023-2024, 2024-2025

#### Competizioni internazionali
- CAF Champions League: 2

Al-Ahly: 2022-2023, 2023-2024
- Coppa Intercontinentale FIFA - Coppa Africa-Asia-Pacifico: 1

Al-Ahy: 2024